# Somogyaracs
Somogyaracs là một thị trấn thuộc hạt Somogy, Hungary. Thị trấn này có diện tích 7,7 km², dân số năm 2010 là 201 người, mật độ 26 người/km².